# Florida Reef
Das Florida Reef (auch als Great Florida Reef, Florida reefs, Florida Reef Tract und Florida Keys Reef Tract bekannt) ist das einzige lebende Korallenriff in den kontinentalen Vereinigten Staaten. Es ist das drittgrößte Korallenriff-System der Welt (nach dem Great Barrier Reef und Belize Barrier Reef). Es liegt seewärts einige Meilen von den Florida Keys entfernt, ist etwa 4 Meilen (6 bis 7 km) breit und erstreckt sich (entlang der 20-Meter-Tiefenlinie) 270 km von Fowey Rocks unmittelbar östlich des Soldier Key südlich der Marquesas Keys. Der Barriereriff-Trakt bildet einen großen Bogen, konzentrisch zu den Florida Keys, mit dem nördlichen Ende im Biscayne National Park, nord-süd-orientiert und die Westseite, im Süden von den Marquesas Keys, ost-west-orientiert. Der Rest des Riffs liegt außerhalb des Biscayne-Nationalparks im John Pennekamp Coral Reef State Park und den Florida Keys National Marine Sanctuary. Isolierte Korallenriff-Flecken treten im Norden des Biscayne-Nationalparks bis nach Stuart im Martin County auf. Korallenriffe lassen sich auch im Dry-Tortugas-Nationalpark westlich der Marquesas Keys finden. Es gibt mehr als 6.000 einzelne Riffe im System. Die Riffe sind 5000 bis 7000 Jahre alt und entwickelten sich seitdem der Meeresspiegel nach der Wisconsin-Vergletscherung anstieg.:243:224
Die dichtesten und spektakulärsten Riffe lassen sich seewärts von Key Largo (in und außerhalb des John Pennekamp Coral Reef State Park) und Elliott Key finden, wo die beiden langen Inseln dabei helfen, die Riffe vor den Auswirkungen von Wasseraustausch mit der Florida Bay, Biscayne Bay, dem Card Sound und Barnes Sound zu schützen. Die Buchten und Meerengen (alle zwischen den Florida Keys und dem Festland) haben einen tendenziell niedrigeren Salzgehalt, höhere Trübung und größere Temperaturschwankungen als das Wasser im offenen Meer. Kanäle zwischen den Keys ermöglichen es dem Wasser aus den Buchten, auf die Riffe zu fließen (vor allem in den mittleren Keys), und begrenzen so deren Wachstum.:243:228

## Riffstruktur und Lebensgemeinschaften
Das Florida Reef besteht aus zwei Rücken und ist von den Florida Keys durch den Hawk-Kanal getrennt. Nahe den Keys ist ein Sandrücken namens White Bank, die mit großen Betten von Seegras, mit Patch Riffe über sie verstreut bedeckt. Weiter draußen im Meer am Rande der Floridastraße liegt die zweite Erhöhung, welche die äußeren Riffe bildet und von Riffen und Hartkorallenbänken bedeckt ist, die aus Korallen, Schotter und Sand zusammengesetzt sind. Fast 1.400 Arten von Meerespflanzen und Tieren, darunter mehr als 40 Arten von Steinkorallen und 500 Arten von Fischen, leben auf dem Florida Reef. Das Florida Reef liegt in der Nähe der nördlichen Grenze für tropische Korallen, aber die Artenvielfalt auf dem Riff ist vergleichbar mit der von Riff-Systemen in der Karibik.